# Wohlfahrtschauvinismus
Als Wohlfahrtschauvinismus (englisch welfare chauvinism), seltener Wohlfahrtsstaatschauvinismus oder Sozialstaatschauvinismus, wird in der Politikwissenschaft die Befürwortung eines ausgebauten Wohlfahrtsstaats bezeichnet, dessen Einrichtungen aber nur einer bestimmten Gruppe, typischerweise den ursprünglichen Bewohnern eines Landes, zur Verfügung stehen sollen, während andere – insbesondere Einwanderer – davon ausgeschlossen werden sollen, denen eine ungerechtfertigte Inanspruchnahme und damit eine Gefährdung des eigenen Wohlstands vorgeworfen wird. Damit unterscheidet er sich von neoliberalen Forderungen nach einem „schlanken Staat“, bei dem wohlfahrtsstaatliche Ausgaben grundsätzlich zurückgefahren werden sollen. Neben dem Zugang von Einwanderern zu sozialstaatlichen Einrichtungen und Leistungen werden auch Ausgaben für Entwicklungshilfe abgelehnt, da Staatsleistungen nur „den Unsrigen“ zukommen sollten. Wohlfahrtschauvinismus kann sich auch gegen eine Umverteilung von einem reicheren zu einem ärmeren Teil desselben Landes richten, etwa im Fall von Flandern und Wallonien in Belgien oder Nord- und Süditalien.
Diese Haltung wird typischerweise bei rechtspopulistischen Parteien und Bewegungen vor allem in nord- und westeuropäischen Ländern konstatiert: Als wohlfahrtschauvinistisch werden unter anderem rechtspopulistische Parteien in den skandinavischen Ländern, die französische Front National, der belgische Vlaams Belang, die Freiheitliche Partei Österreichs und die italienische Lega Nord beschrieben.
Der Begriff trat in der Literatur ab ca. 1990 auf und wurde vor allem von Herbert Kitschelt als eine Variante der westeuropäischen „neuen radikalen Rechten“ beschrieben, die von (Neo-)Faschismus, rassistischem Autoritarismus und anti-etatistischem Populismus zu unterscheiden wäre. Kitschelt führte 1995 die deutschen Republikaner und die DVU als Beispiele für diese Spielart an, ging aber damals davon aus, dass diese Richtung in „entwickelten kapitalistischen Demokratien“ keine dauerhaften Wahlerfolge erzielen könnte.
Die Verwendung des Begriffes stößt auch in Fachkreisen auf Kritik, so bemängelt etwa Frank Decker, „Wohlfahrtschauvinismus“ suggeriere, dass es sich bei der Verteidigung des eigenen Wohlstands gegen Außenstehende stets um etwas Verwerfliches handele.
R. Atzmüller, A. Knecht und M. Bodenstein verweisen u. a. auf Grenzen der ihnen bekannten Begriffsverwendung und (am Ende ihres englischsprachigen Textes) auf die Notwendigkeit, die die radikalen Rechten und den Rechtspopulismus leitenden social bzw. societal imaginaries in ihrer Wechselwirkung mit sozialpolitischen Maßnahmen umfassender zu erforschen.